# Stigmaphyllon sarmentosum
Stigmaphyllon sarmentosum är en tvåhjärtbladig växtart som beskrevs av José Cuatrecasas. Stigmaphyllon sarmentosum ingår i släktet Stigmaphyllon och familjen Malpighiaceae. Inga underarter finns listade i Catalogue of Life.